# Estela (Póvoa de Varzim)
Estela é uma localidade portuguesa sede da Freguesia de Estela do Município da Póvoa de Varzim, freguesia com 11,54 km² de área e 2287 habitantes (censo de 2021)tendo, por isso, uma densidade populacional de 198,2 hab./km².

## História
A carta de "Couto" da freguesia de Estela, e da Vila Mendo data de 1140 concedida por D. Afonso Henriques aos frades Bentos de Tibães. Diz-se que neste documento, D. Afonso Henriques intitula-se pela primeira vez como Rei de Portugal. O nome de Sancta Maria de Stela aparece em 1220.

## Geografia
A Estela situa-se a 7 km a norte do centro da cidade da Póvoa de Varzim. A norte faz fronteira com os Municípios de Esposende e Barcelos; a nascente com a freguesia de Laundos; a sul com Aguçadoura e Navais; a sudeste com Aver-o-Mar, Amorim e Terroso e é banhada pelo Oceano Atlântico a poente.
A par da cidade, a Estela é uma das zonas mais dinâmicas a nível turístico do Município da Póvoa de Varzim, e aí localizam-se o campo de golfe, o Hotel Tivoli Estela Golf & Lodgese e outros equipamentos turísticos.
Outrora dominada pelo pinhal plantado pelos monges do Mosteiro de Tibães, a freguesia possui uma grande densidade de estufas.
Além da sede, os lugares na freguesia da Estela são: Baldoia, Barros, Carrascos, Carregosa, Contriz, Estrada, Fontainha, Frinjo, Igreja, Outeiro, Pedrinha, Teso, Urzes e o Rio Alto, este último lugar turístico sem população permanente.

## Demografia
A população registada nos censos foi:
| Distribuição da População por Grupos Etários | Distribuição da População por Grupos Etários | Distribuição da População por Grupos Etários | Distribuição da População por Grupos Etários | Distribuição da População por Grupos Etários |
| -------------------------------------------- | -------------------------------------------- | -------------------------------------------- | -------------------------------------------- | -------------------------------------------- |
| Ano                                          | 0-14 Anos                                    | 15-24 Anos                                   | 25-64 Anos                                   | > 65 Anos                                    |
| 2001                                         | 574                                          | 453                                          | 1297                                         | 272                                          |
| 2011                                         | 421                                          | 290                                          | 1260                                         | 345                                          |
| 2021                                         | 326                                          | 288                                          | 1237                                         | 436                                          |

## Paróquia
Paróquia antiga, já existia no século XI.

## Heráldica
No antigo Brasão da Estela estavam representados valores locais sob fundo azul, tais como o mar em ondas brancas e azuis, logo acima das ondas e no centro um campo em masseira, rodeado por dois pinheiros mansos em cada canto e no centro da masseira a imagem de Nossa Senhora do Ó, orago da freguesia. O escudo é encabeçado por uma coroa mural composta por três torres de prata, em sinal do seu estatuto de povoação. O listel é branco com a palavra Estela em cor prateada. O novo brasão é uma versão diferente desse antigo.

## Praia da Estela
Uma estrada ladeada pelas vedações de um campo de golfe conduz a uma praia calma, com uma extensão considerável e um razoável cordão dunar. Motivo de curiosidade paisagística, os tradicionais campos de masseira constituem ainda uma forma inteligente de aproveitamento das dunas, protegendo as culturas dos ventos marítimos e aumentando o seu grau de humidade. A norte encontra-se um parque de campismo com acesso privativo à praia.

## Património
- Campos Masseira